# ولوکش
ولوکش، روستایی است از توابع بخش مرکزی شهرستان سوادکوه در استان مازندران ایران.

## جمعیت
این روستا در دهستان کسلیان قرار دارد و براساس سرشماری مرکز آمار ایران در سال ۱۳۸۵، جمعیت آن ۱۰۳ نفر (۲۷خانوار) بوده‌است.
ذبیح‌الله ذبیحی شاعر نام‌آور سوادکوه زاده این روستاست.